# كو (أسطورة)
کو (بالإنجليزية: Ku)‏ الخالق ورب الحرب في هاواي. وهو رأس الثالوث المشكل منه ومن كاني ولونغو. ويسمى أيضا كوكاو أكاهي (أي “كو الواقف وحيدا"، سید الكون في كونيات هاواي) وكوكايو (كو البناء).